# Spiceworld Tour
Tournées par Spice Girls
Girl Power ! 
(1997) Christmas in Spiceworld Tour
(1999)
Le Spiceworld Tour est la deuxième tournée des Spice Girls.

## Histoire
Contrairement à la tournée Girl Power! qui ne s'est déroulée qu'en Turquie, la tournée Spiceworld est la première vraie tournée du groupe. La tournée a débuté le 24 février 1998 à Dublin en Irlande et les billets se sont vendus en moins de 2 heures. Le groupe a aussi battu des records pour la vente de leurs tickets à New York. En moins de 12 minutes, les 13 000 billets disponibles sont vendus, remplissant en entier le Madison Square Garden. 
Le 29 mai, en Norvège, Geri Halliwell n'est pas présente sur scène. Les 4 autres membres expliquent qu'elle est malade, et n'a pas pu faire le déplacement. Cependant, cette affirmation cache le fait que Geri a quitté le groupe. L'annonce a été rendue publique le 31 mai, par le biais de son avocat. Cette excuse avait aussi été utilisée, lorsqu'elle ne s'était pas présentée avec les autres sur le plateau de l'émission National Lottery . 
La tournée se clôtura le 20 septembre 1998 au Wembley Stadium de Londres.

## La scène
La scène ressemble beaucoup à la scène du spectacle Girl Power!. Elle est cependant beaucoup plus petite que cette dernière. Un immense système de lumière se tient au-dessus d'elles. Et un orchestre les accompagne en musique.

## Équipe musicale

### Artiste principal
Spice Girls
- Emma Bunton
- Melanie Chisholm
- Victoria Adams
- Melanie Brown
- Geri Halliwell (du 24 février au 26  mai 1998)

### Danseurs
- Louis Spence
- Takao Baba
- Carmine Canuso
- Jimmy Gulzar
- Eszteca Noya
- Christian Storm (exclu de la tournée après le départ de Geri)

## Dates
| Date              | Ville                 | Pays        | Lieu                                          |
| Europe            | Europe                | Europe      | Europe                                        |
| ----------------- | --------------------- | ----------- | --------------------------------------------- |
| 24 février 1998   | Dublin                | Irlande     | Point Theatre                                 |
| 25 février 1998   | Dublin                | Irlande     | Point Theatre                                 |
| 2 mars 1998       | Zurich                | Suisse      | Hallenstadion                                 |
| 3 mars 1998       | Francfort-sur-le-Main | Allemagne   | Festhalle                                     |
| 5 mars 1998       | Bologne               | Italie      | Futurshow Station                             |
| 6 mars 1998       | Rome                  | Italie      | PalaLottomatica                               |
| 8 mars 1998       | Milan                 | Italie      | Datch Forum                                   |
| 9 mars 1998       | Milan                 | Italie      | Datch Forum                                   |
| 11 mars 1998      | Marseille             | France      | Le Dôme de Marseille                          |
| 13 mars 1998      | Barcelone             | Espagne     | Palau Sant Jordi                              |
| 16 mars 1998      | Madrid                | Espagne     | Palacio de Deportes de la Comunidad de Madrid |
| 19 mars 1998      | Lyon                  | France      | Halle Tony-Garnier                            |
| 20 mars 1998      | Lausanne              | Suisse      | Patinoire de Malley                           |
| 22 mars 1998      | Paris                 | France      | Le Zénith                                     |
| 23 mars 1998      | Paris                 | France      | Le Zénith                                     |
| 26 mars 1998      | Munich                | Allemagne   | Olympiahalle                                  |
| 28 mars 1998      | Arnhem                | Pays-Bas    | Gelredome                                     |
| 29 mars 1998      | Arnhem                | Pays-Bas    | Gelredome                                     |
| 31 mars 1998      | Anvers                | Belgique    | Sportpaleis d'Anvers                          |
| 1er avril 1998    | Dortmund              | Allemagne   | Westfalenhallen                               |
| 4 avril 1998      | Glasgow               | Écosse      | Scottish Exhibition and Conference Centre     |
| 5 avril 1998      | Glasgow               | Écosse      | Scottish Exhibition and Conference Centre     |
| 7 avril 1998      | Manchester            | Royaume-Uni | Manchester Evening News Arena                 |
| 8 avril 1998      | Manchester            | Royaume-Uni | Manchester Evening News Arena                 |
| 11 avril 1998     | Manchester            | Royaume-Uni | Manchester Evening News Arena                 |
| 12 avril 1998     | Manchester            | Royaume-Uni | Manchester Evening News Arena                 |
| 14 avril 1998     | Londres               | Royaume-Uni | Wembley Arena                                 |
| 15 avril 1998     | Londres               | Royaume-Uni | Wembley Arena                                 |
| 18 avril 1998     | Londres               | Royaume-Uni | Wembley Arena                                 |
| 19 avril 1998     | Londres               | Royaume-Uni | Wembley Arena                                 |
| 21 avril 1998     | Londres               | Royaume-Uni | Wembley Arena                                 |
| 22 avril 1998     | Londres               | Royaume-Uni | Wembley Arena                                 |
| 25 avril 1998     | Londres               | Royaume-Uni | Wembley Arena                                 |
| 26 avril 1998     | Londres               | Royaume-Uni | Wembley Arena                                 |
| 28 avril 1998     | Londres               | Royaume-Uni | Wembley Arena                                 |
| 29 avril 1998     | Birmingham            | Royaume-Uni | National Exhibition Centre                    |
| 2 mai 1998        | Birmingham            | Royaume-Uni | National Exhibition Centre                    |
| 3 mai 1998        | Birmingham            | Royaume-Uni | National Exhibition Centre                    |
| 5 mai 1998        | Birmingham            | Royaume-Uni | National Exhibition Centre                    |
| 6 mai 1998        | Birmingham            | Royaume-Uni | National Exhibition Centre                    |
| 12 mai 1998       | Paris                 | France      | Palais omnisports de Paris-Bercy              |
| 13 mai 1998       | Paris                 | France      | Palais omnisports de Paris-Bercy              |
| 15 mai 1998       | Vienne                | Autriche    | Wiener Stadthalle                             |
| 16 mai 1998       | Vienne                | Autriche    | Wiener Stadthalle                             |
| 19 mai 1998       | Stockholm             | Suède       | Ericsson Globe                                |
| 20 mai 1998       | Stockholm             | Suède       | Ericsson Globe                                |
| 22 mai 1998       | Copenhague            | Danemark    | Forum Copenhagen                              |
| 23 mai 1998       | Copenhague            | Danemark    | Forum Copenhagen                              |
| 25 mai 1998       | Helsinki              | Finlande    | Hartwall Arena                                |
| 26 mai 1998       | Helsinki              | Finlande    | Hartwall Arena                                |
| 28 mai 1998       | Oslo                  | Norvège     | Oslo Spektrum                                 |
| 29 mai 1998       | Oslo                  | Norvège     | Oslo Spektrum                                 |
| Amérique du Nord  |                       |             |                                               |
| 15 juin 1998      | West Palm Beach       | États-Unis  | Cruzan Amphitheatre                           |
| 16 juin 1998      | Orlando               | États-Unis  | Amway Arena                                   |
| 18 juin 1998      | Atlanta               | États-Unis  | Aaron's Amphitheatre at Lakewood              |
| 20 juin 1998      | Charlotte             | États-Unis  | Verizon Wireless Amphitheatre                 |
| 21 juin 1998      | Bristow               | États-Unis  | Nissan Pavilion                               |
| 24 juin 1998      | Virginia Beach        | États-Unis  | Farm Bureau Live at Virginia Beach            |
| 25 juin 1998      | Holmdel               | États-Unis  | PNC Bank Arts Center                          |
| 27 juin 1998      | Philadelphie          | États-Unis  | Wachovia Center                               |
| 29 juin 1998      | Wantagh               | États-Unis  | Nikon at Jones Beach Theater                  |
| 1er juillet 1998  | New York              | États-Unis  | Madison Square Garden                         |
| 3 juillet 1998    | Hartford              | États-Unis  | Meadows Music Theater                         |
| 4 juillet 1998    | Darien Lake           | États-Unis  | Darien Lake Theme Park Resort                 |
| 6 juillet 1998    | Scranton              | États-Unis  | Toyota Pavilion                               |
| 8 juillet 1998    | Mansfield             | États-Unis  | Comcast Center                                |
| 10 juillet 1998   | Montréal              | Canada      | Centre Molson                                 |
| 11 juillet 1998   | Toronto               | Canada      | Molson Amphitheatre                           |
| 14 juillet 1998   | Cuyahoga Falls        | États-Unis  | Blossom Music Center                          |
| 15 juillet 1998   | Burgettstown          | États-Unis  | Post-Gazette Pavilion                         |
| 18 juillet 1998   | Antioche              | États-Unis  | Starwood Amphitheatre                         |
| 20 juillet 1998   | Cincinnati            | États-Unis  | Riverbend Music Center                        |
| 22 juillet 1998   | Columbus              | États-Unis  | Germain Amphitheater                          |
| 24 juillet 1998   | Noblesville           | États-Unis  | Verizon Wireless Music Center                 |
| 26 juillet 1998   | Auburn Hills          | États-Unis  | The Palace of Auburn Hills                    |
| 27 juillet 1998   | Tinley Park           | États-Unis  | First Midwest Bank Amphitheatre               |
| 29 juillet 1998   | Milwaukee             | États-Unis  | Marcus Amphitheater                           |
| 31 juillet 1998   | Minneapolis           | États-Unis  | Target Center                                 |
| 2 août 1998       | Maryland Heights      | États-Unis  | Verizon Wireless Amphitheater                 |
| 3 août 1998       | Bonner Springs        | États-Unis  | Sandstone Amphitheater                        |
| 5 août 1998       | Greenwood Village     | États-Unis  | Fiddler's Green Amphitheatre                  |
| 8 août 1998       | Tacoma                | États-Unis  | Tacoma Dome                                   |
| 9 août 1998       | Portland              | États-Unis  | Rose Garden Arena                             |
| 11 août 1998      | Vancouver             | Canada      | General Motors Place                          |
| 13 août 1998      | Mountain View         | États-Unis  | Shoreline Amphitheatre                        |
| 15 août 1998      | Inglewood             | États-Unis  | The Forum                                     |
| 16 août 1998      | Devore                | États-Unis  | San Manuel Amphitheater                       |
| 18 août 1998      | Irvine                | États-Unis  | Verizon Wireless Amphitheatre                 |
| 19 août 1998      | Paradise              | États-Unis  | Thomas & Mack Center                          |
| 21 août 1998      | Chula Vista           | États-Unis  | Cricket Wireless Amphitheatre                 |
| 22 août 1998      | Phoenix               | États-Unis  | Cricket Wireless Pavilion                     |
| 25 août 1998      | Houston               | États-Unis  | Cynthia Woods Mitchell Pavilion               |
| 26 août 1998      | Dallas                | États-Unis  | SuperPages.com Center                         |
| Europe            |                       |             |                                               |
| 11 septembre 1998 | Sheffield             | Royaume-Uni | Don Valley Stadium                            |
| 12 septembre 1998 | Sheffield             | Royaume-Uni | Don Valley Stadium                            |
| 19 septembre 1998 | Londres               | Royaume-Uni | Wembley Stadium                               |
| 20 septembre 1998 | Londres               | Royaume-Uni | Wembley Stadium                               |

## Set de chansons
1. Introduction Vidéo (contient des extraits de Wannabe, Say You'll Be There, 2 Become 1 et Mama)
2. If U Can't Dance
3. Who Do You Think You Are
4. Do It
5. Denying
6. Too Much
7. Stop
8. Where Did Our Love Go (Emma Bunton seulement)
9. Move Over

Entracte
1. The Lady Is A Vamp
2. Say You'll Be There
3. Naked
4. 2 Become 1
5. Walk of Life
6. Sisters Are Doin' It for Themselves (duo de Mel B et Mel C)
7. Wannabe
8. Spice Up Your Life
9. Mama

Encore
1. Viva Forever
2. Never Give Up On The Good Times
3. We Are Family